# 奇亞爾哈克山 (塞瓦斯蒂安·帕加多爾縣)
19°17′34″S 66°27′0″W / 19.29278°S 66.45000°W
奇亞爾哈克山（Ch'iyar Jaqhi），是玻利維亞的山峰，位於該國西部奧魯羅省塞瓦斯蒂安·帕加多尔县，屬於安第斯山脈的一部分，西南面是哈通維拉庫柳山，東北面是維拉科柳山，海拔高度4,937米。